# Simmons Records

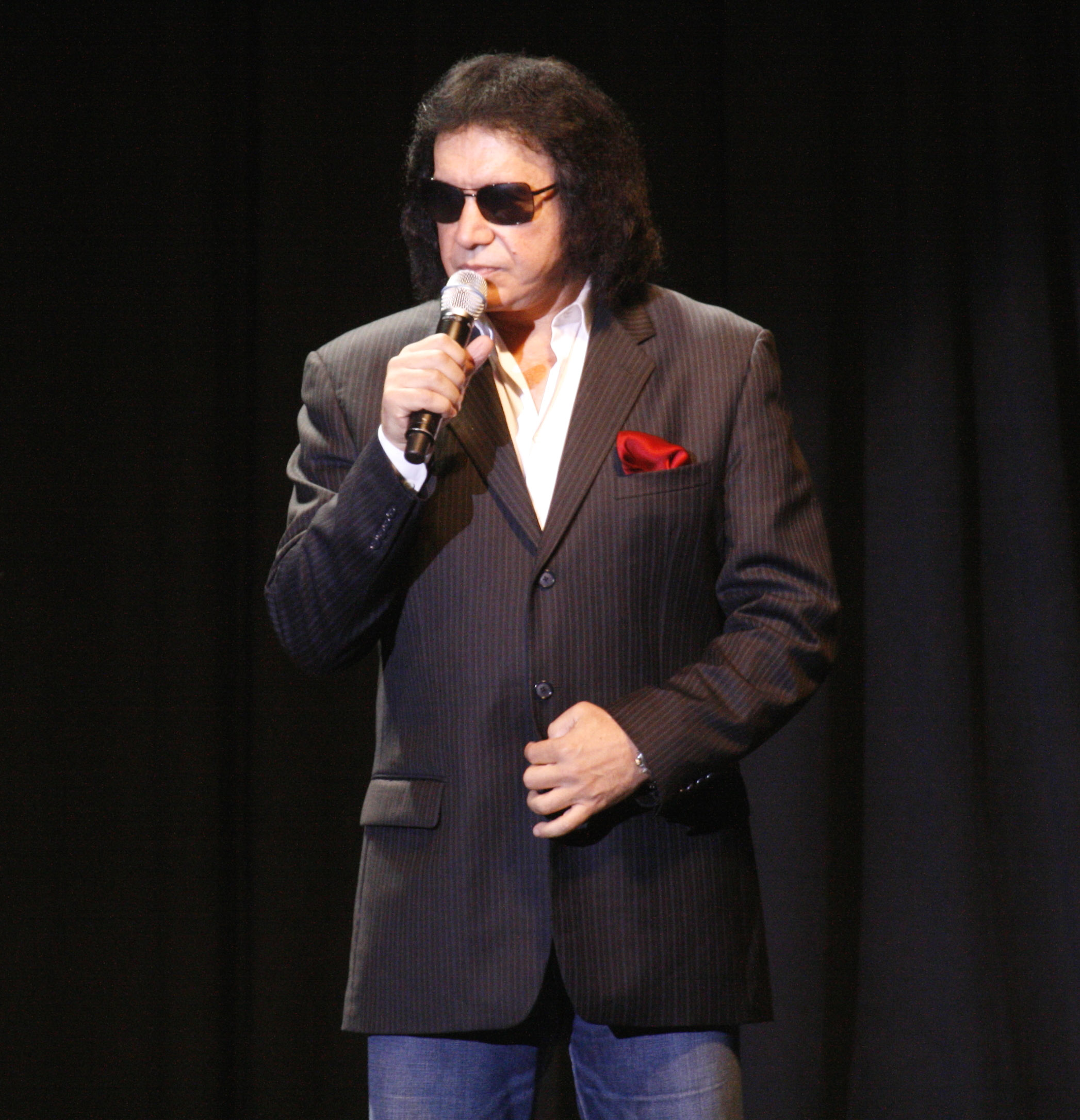
Gene Simmons

Simmons Records ist ein US-amerikanisches Musiklabel, das zunächst bis 1990 bestand und 2004 neu gegründet wurde. Ursprünglich wurde es 1988 von Gene Simmons,  Bassist der Gruppe Kiss, gegründet.

## Geschichte

### 1988–1990
Simmons gründete das Label 1988. Als Logo wählte er einen Geldsack mit aufgedrucktem Dollarzeichen, das er, wie auch den Namen seiner Firma, am 27. Mai 1988 markenrechtlich schützen ließ.
Er verpflichtete als erste Gruppe seines Labels die Band Giuffria, die auf der Suche nach einer neuen Plattenfirma war, entließ deren Sänger David Glen Eisley und gab der Band einen neuen Namen: House of Lords. Für den Vertrieb gewann er in den USA das Label RCA, in Europa wurden die Produkte von BMG Ariola vertrieben. 1989 erreichte das selbstbetitelte Debütalbum von House of Lords Platz 71 der Billboard 200.
1989 wurde die Gruppe Silent Rage verpflichtet, deren Debütalbum Don't Touch me There im selben Jahr erschien. Ein Jahr später veröffentlichte das Label das Album Prey der Band Gypsy Rose, ebenfalls 1990 wurde Sahara, das zweite Album von House of Lords, veröffentlicht, das immerhin noch Platz 121 der Billboard 200 erreichte. Anschließend verschwand das Label von der Bildfläche.

### Ab 2003
Simmons ließ seine Namens- und Markenrechte regelmäßig erneuern, sodass er sie nicht verlieren konnte. Am 30. September 2002 registrierte er zusätzlich die Marke „Simmons Audio-Video“. 2003 wurde unter dieser Marke das Hörbuch Sex Money Kiss veröffentlicht, dessen Autor Gene Simmons ist. Als Vertrieb fungierte New Millennium Audio.
Simmons belebte sein Plattenlabel im Jahr 2004 wieder, als er eine Partnerschaft mit Sanctuary Records einging, um sein Solo-Album Asshole zu veröffentlichen. Außerdem veröffentlichte er auf diesem Wege die DVD Speaking in Tongues. 2005 veröffentlichte der Künstler „Bag“ sein Debütalbum auf Simmons Records, der erhoffte Erfolg blieb jedoch aus. Mit Bag entstand auch der Song I am Indy, der Mottotitel der Indy Racing League des Jahres 2006.
2008 ging das Label eine Verbindung mit Universal Music Canada ein, um junge Rockbands zu finden, die sowohl in Kanada als auch in den USA erfolgreich sein könnten. Erklärtes Ziel war es, jährlich mindestens drei kanadische Künstler zu finden und zu zeichnen.
Als Sieger eines lang angelegten Castings ging The Envy hervor, die einen Plattenvertrag mit Simmons Records erhielten und anschließend im Vorprogramm von Kiss durch Kanada tourten. 2010 veröffentlichten The Envy die EP Don't Let Go, die drei Songs enthielt.

## Künstler
(chronologische Reihenfolge)
- House of Lords
- Silent Rage
- Gypsy Rose
- Gene Simmons
- Bag
- The Envy
- Kobra and the Lotus

## Veröffentlichungen
- 1989: House of Lords – House of Lords
- 1989: Silent Rage – Don't Touch me There
- 1990: Gypsy Rose – Prey
- 1990: House of Lords – Sahara
- 2003: Gene Simmons – Sex Money Kiss (Audiobook), 5 CD-Set
- 2004: Gene Simmons – Asshole
- 2004: Gene Simmons – Speaking in Tongues; DVD
- 2005: Bag – BAG
- 2010: The Envy – Don't Let Go (EP)
- 2012: Kobra and the Lotus – Kobra and the Lotus